# 中沢正隆
中沢 正隆（なかざわ まさたか、1952年9月17日 - ）は、日本の工学者。東北大学特別栄誉教授、災害科学国際研究所特任研究員。
専門は光通信・光情報処理の通信工学、電子工学、量子エレクトロニクスで、エルビウム添加光ファイバ増幅器・ファイバーレーザー・光ナイキストパルスの開発で知られる。
山梨県東八代郡豊富村（現・中央市）生まれ。

## 経歴
1971年山梨県立甲府南高等学校卒業。1975年金沢大学工学部電子工学科卒業。1977年東京工業大学（のちの東京科学大学）大学院理工学研究科修士課程修了。1980年同大学院総合理工学研究科博士課程修了、工学博士。
1980年日本電信電話公社入社、茨城電気通信研究所。1984年‐85年MIT電子工学研究所客員研究員。1989年日本電信電話伝送システム研究所グループリーダ。1994年日本電信電話研究開発本部特別研究員。1999年NTTR＆Dフェロー、東北大学電気通信研究所客員教授。
2001年東北大学電気通信研究所教授に就任。2008年東北大学Distinguished Professor (DP)。2010年東北大学電気通信研究所長。2011年東北大学電気通信研究機構長、国立大学附置研究所・センター長会議会長。2012年東北大学総長補佐、東北大学国際高等研究教育機構長。2018年金沢大学理事（産学連携・高等教育改革担当）、東北大学電気通信研究機構特任教授 ディスティングイッシュトプロフェッサー、2022年東北大学災害科学国際研究所特任教授、2023年東北大学特別栄誉教授。
2019年電子情報通信学会会長。IEEEライフフェロー、アメリカ光学会フェロー、電子情報通信学会フェロー、電子情報通信学会名誉員、応用物理学会フェロー、応用物理学会名誉会員。

## 受賞・叙勲
- 1980年 丹羽保次郎記念賞[7]
- 1985年 応用物理学会光学論文賞[11]
- 1989年 桜井健二郎記念賞[7]
- 1990年 IEE, Electronics Letters Premium Award[7]
- 1991年 応用物理学会会誌賞[11]
- 1993年 科学技術庁長官注目発明表彰[11]
- 1993年 レーザー学会研究業績賞[11]
- 1997年 科学技術庁長官賞[7]
- 2002年 IEEE Daniel E. Noble Award[7]
- 2002年 井上春成賞[7]
- 2002年 服部報公賞[7]
- 2003年 市村産業賞[7]
- 2005年 OSA R. W. Wood Prize[7]
- 2006年 トムソン・ロイター引用栄誉賞「世界中で高速光ファイバー通信ネットワークに革命をもたらしたエルビウム添加ファイバー増幅器（EDFA）の開発に対して」
- 2006年 東レ科学技術賞[7]
- 2008年 総務省志田林三郎賞[7]
- 2009年 産学官連携功労者表彰内閣総理大臣賞[7]
- 2010年 紫綬褒章受章[12]
- 2010年 応用物理学会光・量子エレクトロニクス業績賞[7]
- 2010年 IEEE, Quantum Electronics Award[7]
- 2013年 日本学士院賞[13]
- 2013年 C&C賞[7]
- 2013年 応用物理学会業績賞[7]
- 2014年 OSA Charles Hard Townes Award[7]
- 2015年 藤原賞[7]
- 2015年 河北文化賞[7]
- 2020年 電波の日総務大臣表彰[14]
- 2021年 中央市市民栄誉賞[15]
- 2021年 電気通信普及財団賞（テレコムシステム技術賞） [16]
- 2023年 日本国際賞[17]
- 2023年 野口賞[18]

### 電子情報通信学会賞
- 1983年 電子情報通信学会学術奨励賞[7]
- 1994年 電子情報通信学会論文賞[7]
- 1994年 電子情報通信学会業績賞[7]
- 1996年 電子情報通信学会業績賞[7]
- 1998年 電子情報通信学会論文賞[7]
- 2000年 電子情報通信学会論文賞[7]
- 2002年 電子情報通信学会猪瀬賞（最優秀論文賞）[7]
- 2002年 電子情報通信学会論文賞[7]
- 2009年 電子情報通信学会ELEX最優秀論文賞[7]
- 2009年 電子情報通信学会功績賞[7]
- 2012年 電子情報通信学会論文賞[7]
- 2017年 電子情報通信学会マイルストーン（3件）[7]

## 論文・予稿・寄稿文
- 中沢正隆「光後方散乱法による偏波保持光ファイバの偏波モ-ド結合係数の測定」『光学』第14巻第5号、応用物理学会分科会日本光学会、1985年10月、350-358頁、ISSN 03896625、NAID 40001174233。
- 中沢正隆「光ファイバー中の非線形光学」『応用物理』第56巻第10号、応用物理学会、1987年、1265-1288頁、doi:10.11470/oubutsu1932.56.1265、ISSN 0369-8009、NAID 130003591907。
- 中沢正隆「Erドープ光ファイバーによる光増幅とその応用」『応用物理』第59巻第9号、応用物理学会、1990年、1175-1192頁、doi:10.11470/oubutsu1932.59.1175、ISSN 0369-8009、NAID 130003592598。
- 久保田寛和, 中沢正隆「時間および周波数領域における光ソリトンの制御」『電子情報通信学会論文誌. C-IエレクトロニクスI-光・波動』第76巻第5号、電子情報通信学会、1993年5月、147-157頁、ISSN 09151893、NAID 110003308011。
- 木村康郎, 吉田英二, 中沢正隆「超長尺エルビウム添加光アクティブ線路の増幅特性」『電子情報通信学会秋季大会講演論文集』第1994巻第1号、電子情報通信学会、1994年9月、323頁、NAID 110003338672。
- 中沢正隆「光ソリトン伝送の最近の動向」『電子情報通信学会技術研究報告. OCS光通信システム』第95巻第272号、電子情報通信学会、1995年9月、43-50頁、NAID 110003285678。
- 中沢正隆「超高速光ソリトン通信の技術動向」『電子情報通信学会誌』第79巻第3号、電子情報通信学会、1996年3月、259-271頁、ISSN 09135693、NAID 110003229607。
- 中沢正隆, 久保田寛和, 山田英一「光ソリトンの発生と伝送」『電子情報通信学会論文誌. C-1エレクトロニクス 1-光・波動』第79巻第8号、電子情報通信学会、1996年8月、265-277頁、ISSN 09151893、NAID 110003307722。
- 山本貴司, 今井健之, 中沢正隆「光強度に依存する位相整合条件を考慮した高効率四光波混合」『電子情報通信学会ソサイエティ大会講演論文集』第1996巻第1号、電子情報通信学会、1996年9月、338頁、NAID 110003336242。
- 中沢正隆「光ソリトン通信の最近の進展と将来展望 - 光パルス伝送とレーザーモード同期技術の類似性 -」『應用物理』第66巻第9号、応用物理学会、1997年9月、922-932頁、doi:10.11470/oubutsu1932.66.922、ISSN 03698009、NAID 10004565442。
- 田村公一, 吉田英二, 中沢正隆「光ファイバレーザによる超短パルスの発生」『レーザー研究』第27巻、レーザー学会、1999年、145-146頁、doi:10.2184/lsj.27.Supplement_145、ISSN 0387-0200、NAID 130003702735。
- 稲場肇, 秋元義明, 小向哲郎, 中沢正隆「CWエルビウム添加光ファイバレーザにおけるモードホップの要因」『電子情報通信学会技術研究報告. OPE光エレクトロニクス』第100巻第349号、電子情報通信学会、2000年10月、13-17頁、ISSN 09135685、NAID 110003303426。
- 亀卦川学, 長谷川英明, 吉田真人, 廣岡敏彦, 中沢正隆「フォトニック結晶ファイバの融着における最適な空孔テーパの観測とフレネル反射の低減について」『電子情報通信学会技術研究報告. OFT光ファイバ応用技術』第103巻第257号、電子情報通信学会、2003年8月、51-56頁、ISSN 09135685、NAID 110003169891。
- 小野敦, 吉田真人, 中沢正隆「10GHz高調波再生モード同期SOAファイバレーザの発振特性」『電子情報通信学会技術研究報告. OFT光ファイバ応用技術』第104巻第262号、電子情報通信学会、2004年8月、25-30頁、ISSN 09135685、NAID 110003170023。
- 中沢正隆「レーザーによる情報通信技術の発展」『應用物理』第79巻第6号、応用物理学会、2010年6月、508-516頁、doi:10.11470/oubutsu.79.6_508、ISSN 03698009、NAID 10026356919。